# ويليام وارد (مهندس معماري)
ويليام وارد (بالإنجليزية: William Ward)‏ هو مهندس معماري أمريكي، ولد في 1827 في ليستر في المملكة المتحدة، وتوفي في 13 يناير 1893.